# Gerard Zerbold van Zutphen
Gerard Zerbold van Zutphen, auch Gerhard Zerbolt (* 1367 in Zutphen; † 4. Dezember 1398 in Kloster Windesheim bei Zwolle) war ein niederländischer spätmittelalterlicher Theologe, Schriftsteller und einer der Protagonisten der geistigen Bewegung Devotio moderna. 

## Leben
Nach theologischen und kanonistischen Studien trat Gerard Zerbold um 1384 in das Fraterhaus der Brüder vom gemeinsamen Leben in Deventer ein. Dort wirkte er Bibliothekar, Schreiber und Beichtvater im Fraterhaus. Am 4. Dezember 1398 verstarb er als Einunddreißigjähriger im Kloster der Windesheimer Chorherren bei Zwolle, der Überlieferung nach an der Pest. 
Die Nachwirkung seiner Werke wird unterschiedlich beurteilt. Einige Autoren sehen in ihm einen Vorläufer der Reformationsbewegung, während andere in ihm eine der spirituellen Quellen für die Gesellschaft Jesu erkennen. Nach Volker Leppien hat Martin Luther Zerbold nur "am Rande" aufgenommen, bei Ignatius jedoch und in seinen Exerzitien lebe "die asketische Variante mystischer Frömmigkeit wieder auf".

## Werke
- De spiritualibus ascensionibus
- De spiritualibus ascensionibus etc. Richard Paffraet, Deventer um 1483/85 (Digitalisat)
- De spiritualibus ascensionibus etc. Johann Amerbach, Basel nicht nach 1490 (Digitalisat)
- De reformatione virium animae. Mittelhus, Paris 1493 (Digitalisat)
- De libris teutonicalibus
- De vestibus pretiosis
- Epistolae
- Super modo vivendi devotorum. hominum simul commorantium